# Kałuszyn
Kałuszyn este un oraș în Polonia.